# Brunnen vor der Iskele-Moschee in Üsküdar

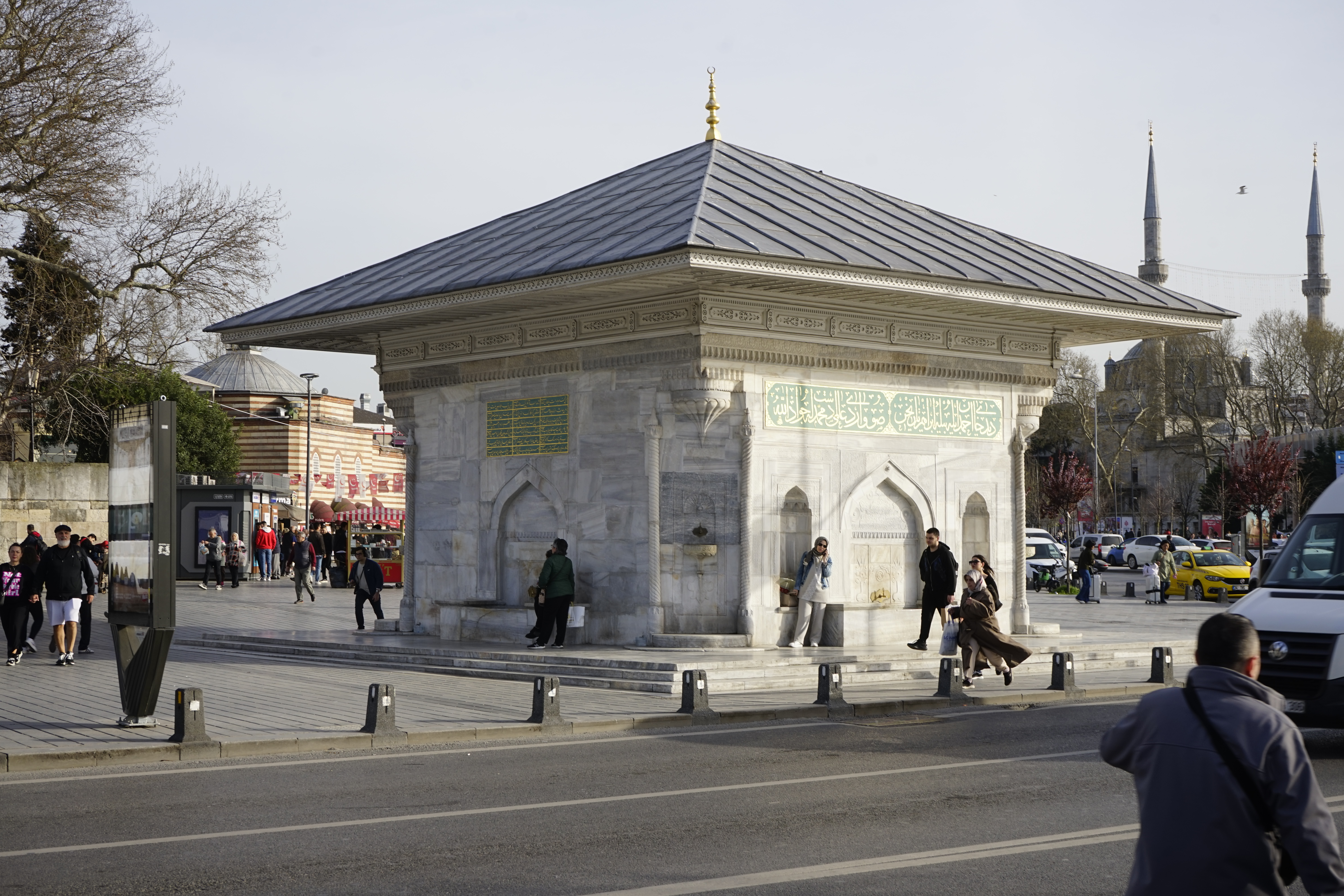
Ansicht von Norden (2025)

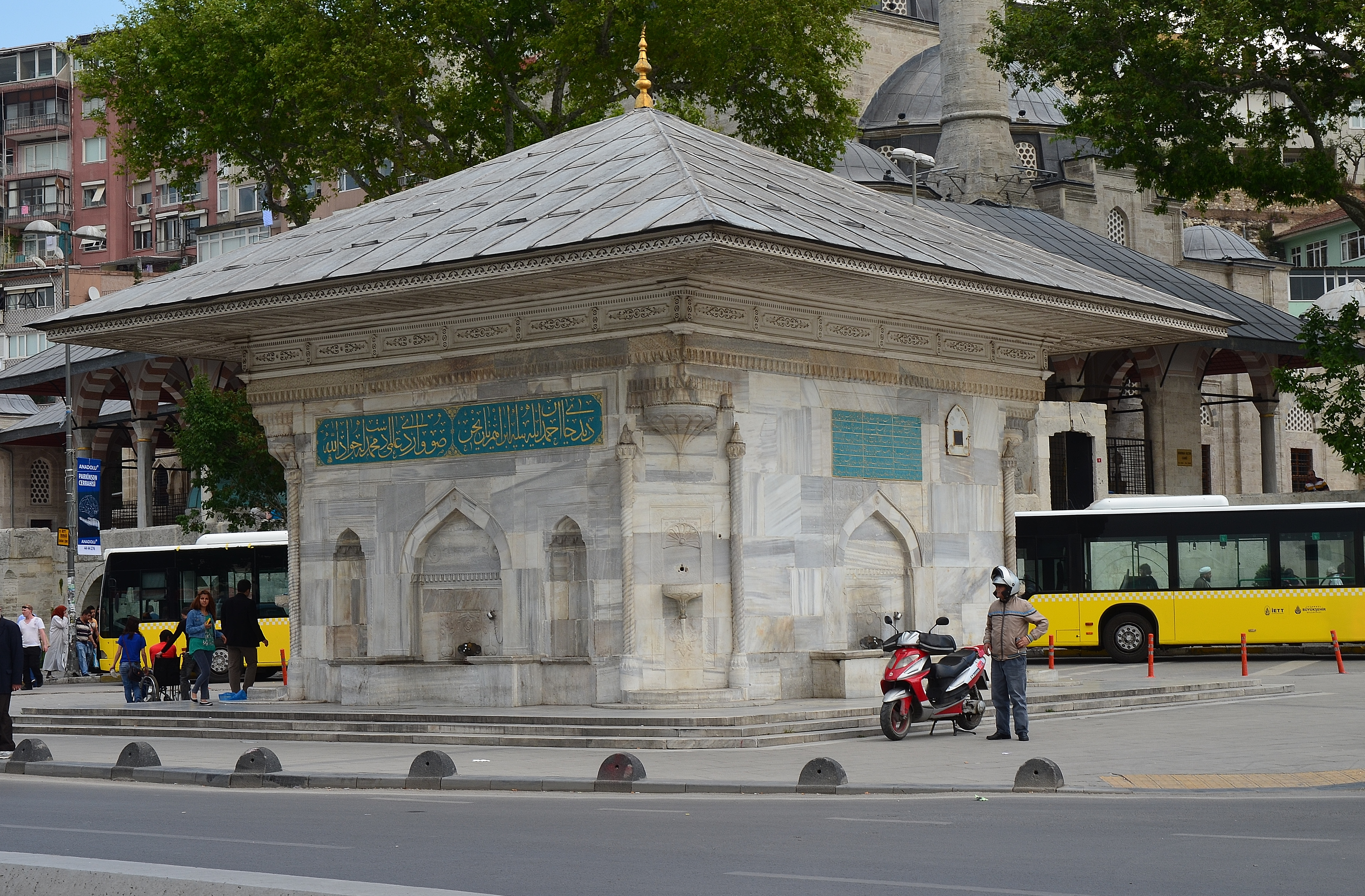
Ansicht von Westen (2014)

Der Brunnen vor der Iskele-Moschee in Üsküdar, einem Stadtbezirk von Istanbul wurde 1728 im Auftrag des Sultans Ahmed III. und des Großwesirs İbrahim Pascha errichtet. Der im osmanischen Rokoko ausgeführte Bau gehört zu den kunstgeschichtlich wichtigsten Brunnen Istanbuls.

## Beschreibung und Architektur
Der Brunnen hat einen quadratischen Grundriss und Auslässe an allen vier Seiten sowie an den abgekanteten Ecken. Das heutige Pyramidendach ist neueren Datums. Im Ordnament ist er dem Brunnen Ahmets III. beim Eingang des Topkapı-Palastes ähnlich, ist in der Form jedoch schlichter, besonders durch die fehlenden Eck-Sebils.
Der Brunnen am Tophane (1732) folgt dem Typus des Brunnens in Üsküdar.